# Communauté de communes Terres de Lumière
Die Communauté de communes Terres de Lumière war ein französischer Gemeindeverband mit der Rechtsform einer Communauté de communes im Département Alpes-de-Haute-Provence in der Region Provence-Alpes-Côte d’Azur. Sie wurde am 29. Dezember 2004 gegründet und umfasste sieben Gemeinden. Der Verwaltungssitz befand sich im Ort Annot.

## Historische Entwicklung
Am 1. Januar 2017 wurde der Gemeindeverband mit den Communautés de communes Moyen-Verdon, Haut-Verdon Val d’Allos, Pays d’Entrevaux und Teillon zur neuen Communauté de communes Alpes Provence Verdon zusammengeschlossen.

## Ehemalige Mitgliedsgemeinden
1. Annot
2. Braux
3. Le Fugeret
4. Méailles
5. Saint-Benoît
6. Ubraye
7. Vergons